# Antonio Maria Mazzoni

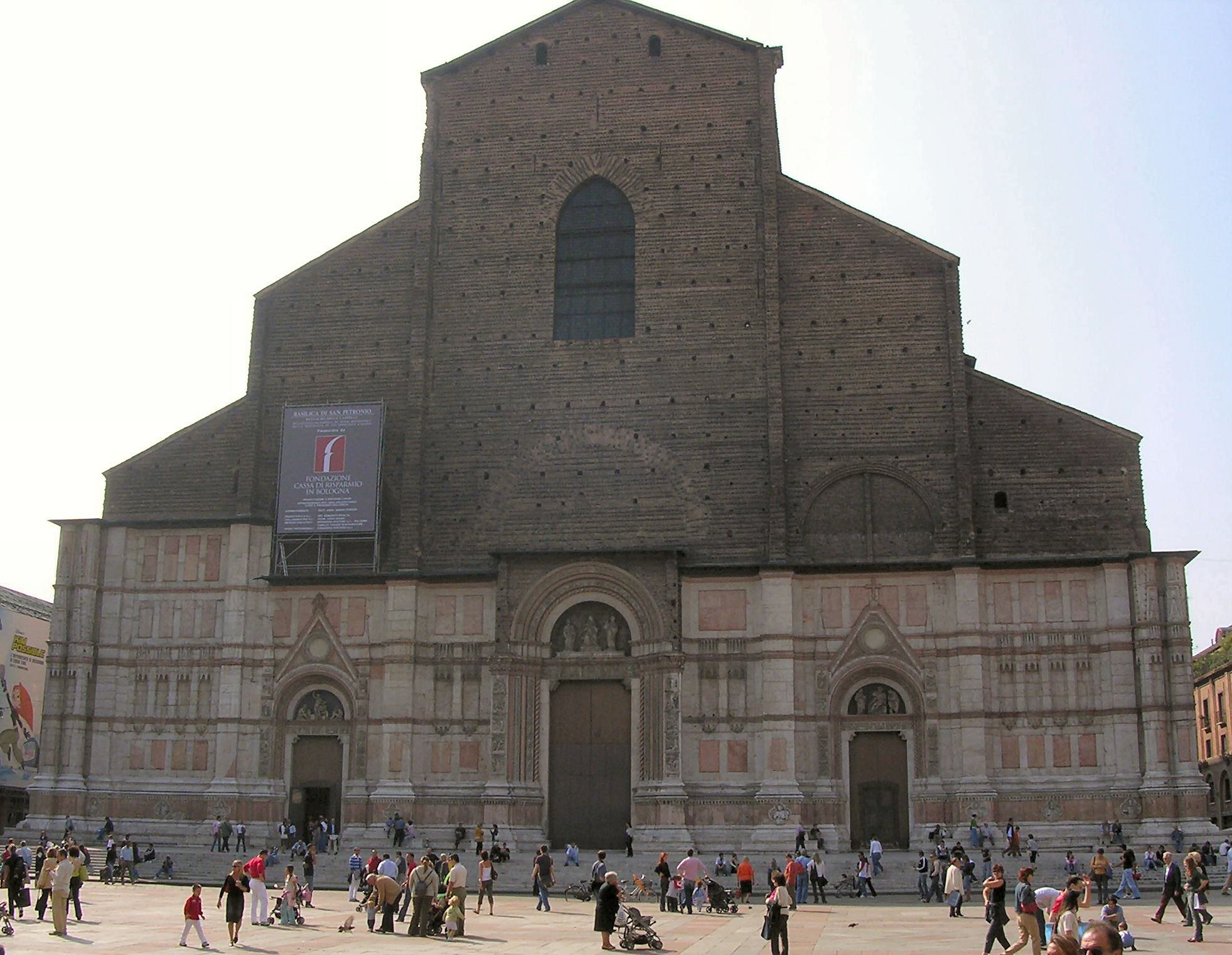
Basílica de San Petronio de Bolonia, donde Mazzoni fue maestro de capilla.

Antonio Maria Mazzoni (Bolonia, 4 de enero de 1717-Bolonia, 8 de diciembre de 1785) fue un compositor italiano que desarrolló su obra a mediados del siglo XVIII, perteneciendo por lo tanto al periodo del barroco tardío de la historia de la música.

## Biografía
Comenzó sus estudios musicales bajo la dirección de Luca Antonio Predieri y en el año 1736, ingresó en la Academia Filarmónica de Bolonia. Algunos años más tarde se trasladó a Fano, donde en 1746 se representó su primera ópera, Siroe, re di Persia.
En 1748 regresó a Bolonia, donde en 1751 ocupó el puesto de maestro de capilla en la Basílica de San Giovanni in Monte.
En 1757 obtuvo el cargo de ayudante de Angelo Antonio Caroli, maestro de capilla de la Basílica de San Petronio de Bolonia, sucediéndole cuando éste falleció en 1759. El cargo en San Petronio no le impidió realizar numerosos viajes y continuar con su actividad operística, siendo elegido “Príncipe” de la Academia Filarmónica en los años: 1757, 1761, 1771, 1773 y 1784.
En 1753 lo encontramos en Lisboa colaborando con David Pérez en la composición de alguna ópera, volviendo a Italia en 1756.
En 1763, participó en la inauguración del  Teatro Comunal de Bolonia como maestro de clavicémbalo, en el estreno de la ópera  Il trionfo di Clelia, de Gluck.

## Estilo musical
Mazzoni fue una figura importante en el ámbito musical de su época, donde sus 19 óperas fueron particularmente apreciadas por su originalidad, belleza y elegancia. Como otros muchos compositores contemporáneos, utilizó con asiduidad los libretos del poeta Pietro Metastasio.

## Sus óperas
- Anexo: Óperas de Antonio Maria Mazzoni

- Datos: Q175202
- Multimedia: Antonio Maria Mazzoni / Q175202